# Choi Hong-man
Hong-Man Choi (em coreano:최홍만, 崔洪萬, nasceu em 30 de outubro de 1980) é um kickboxer e lutador de MMA sul-coreano.

## Carreira
Sua primeira aparição em eventos de kickboxing foi no K-1 World GP 2005. Também já lutou no MMA em cinco ocasiões.